# Differenziale (meccanica)

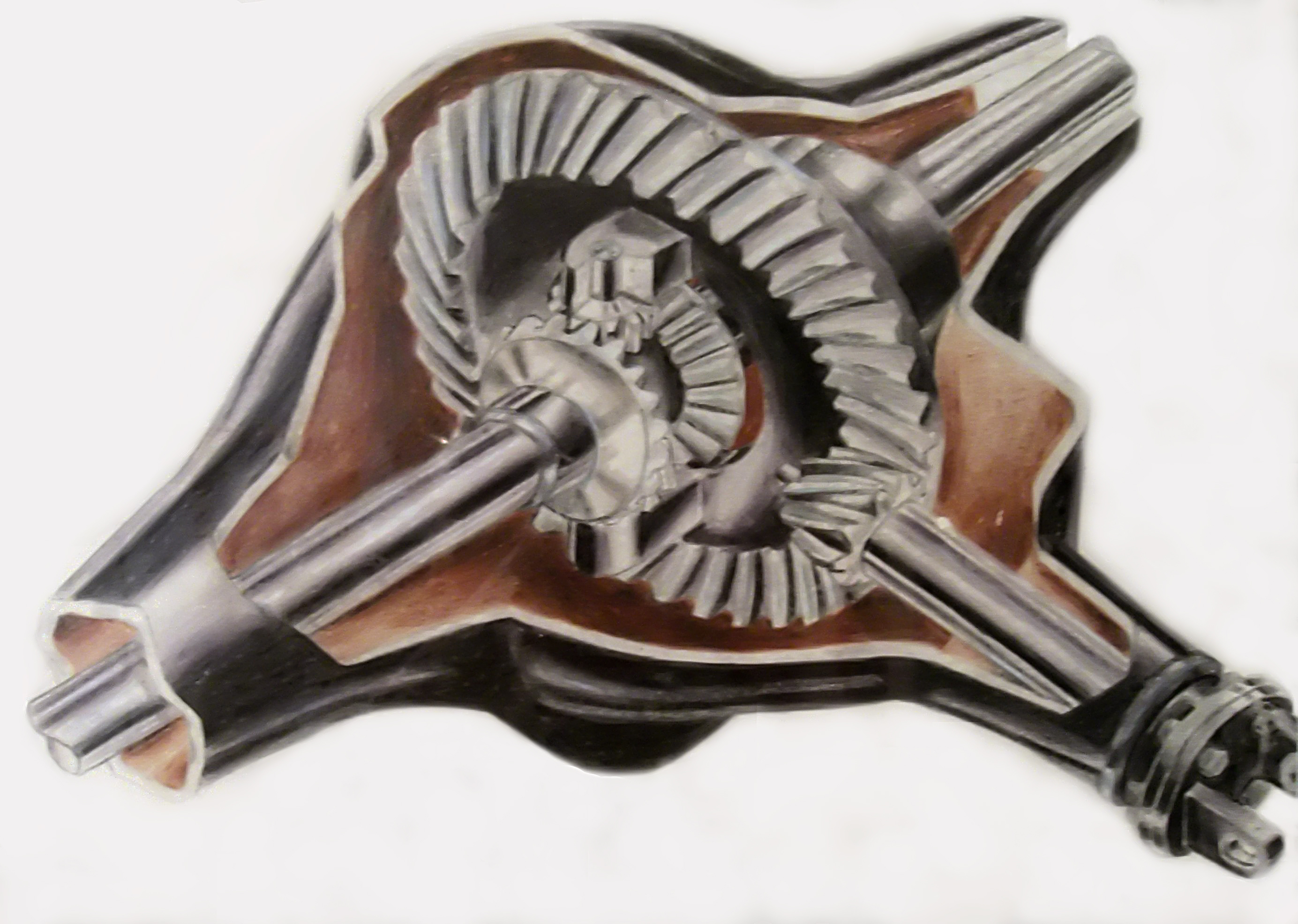
Un differenziale automobilistico

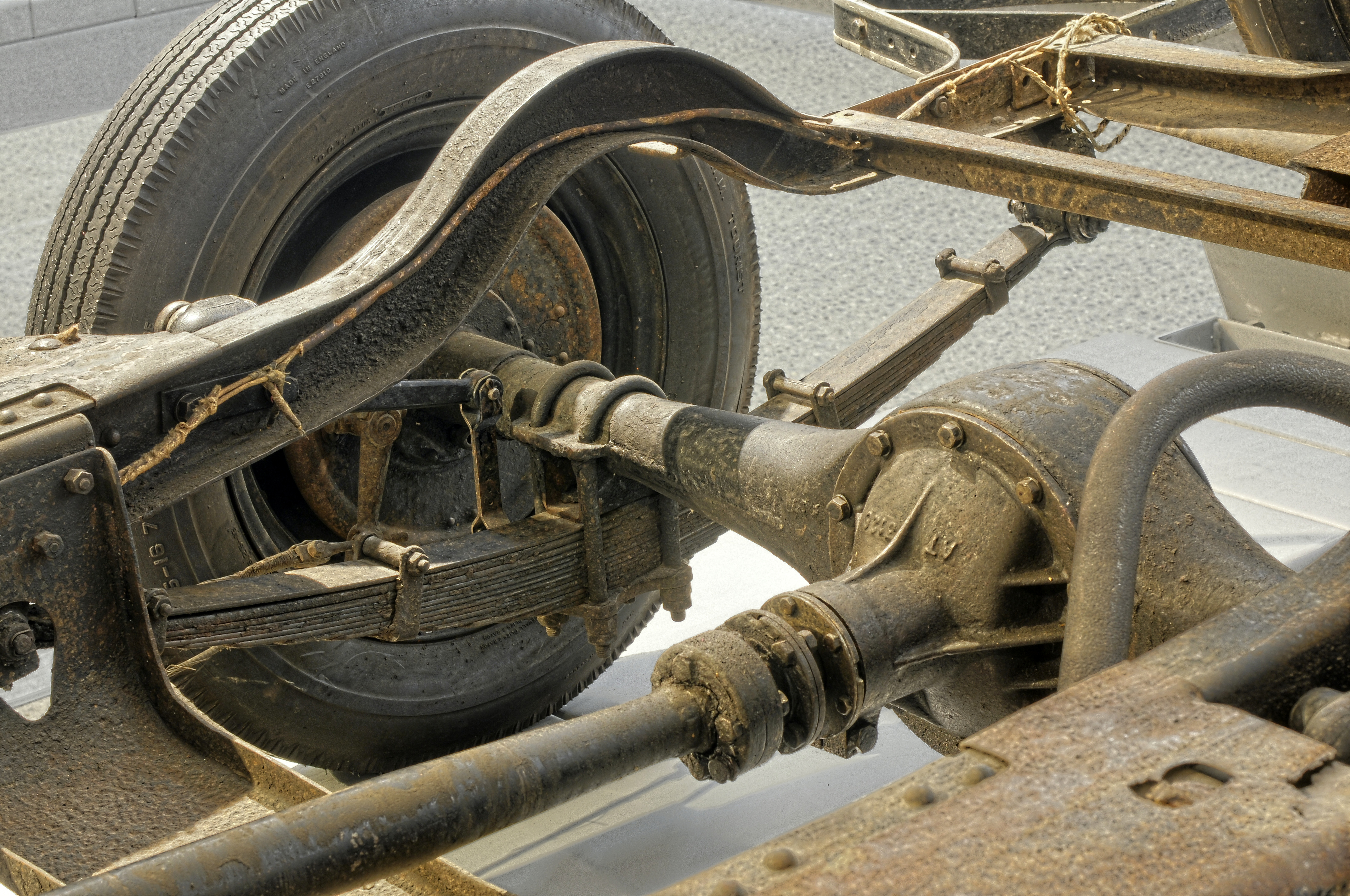

Nelle automobili ed in altri veicoli, il differenziale è un organo meccanico che distribuisce una coppia motrice tra le due ruote motrici di uno stesso asse.

## Funzione
Nella percorrenza di una curva, la ruota esterna si trova a dover seguire una traiettoria di lunghezza maggiore di quella della ruota interna. In assenza di differenziale, una delle due ruote, essendo esse vincolate, deve slittare rispetto al piano di rotazione, provocando notevole usura del battistrada e una minor capacità di affrontare curve strette.
In presenza del differenziale, invece, la ruota esterna gira più velocemente di quella interna senza alcuno slittamento.
Alcuni veicoli che marciano soprattutto lungo percorsi rettilinei, come ad esempio la maggior parte dei veicoli tranviari, i kart, ed alcune macchine operatrici, non usano differenziali e le due ruote motrici sono collegate all'asse; esse dunque ruotano necessariamente sempre alla stessa velocità.

## Descrizione
Il differenziale è solitamente costituito da una gabbia portasatelliti cui sono vincolati due assi.
Su entrambi gli assi sono installati due satelliti, in presa con due planetari (ingranaggi conici) solidali con i semialberi.
Il differenziale serve, oltre che a trasformare il moto longitudinale dell'albero motore in moto trasversale delle ruote, ad impedire che le ruote motrici slittino in curva, adeguando la loro velocità alla lunghezza della traiettoria.
Infatti il differenziale in rettilineo trasmette alle ruote uguale numero di giri, mentre in curva la ruota interna può diminuire di giri e trasferirli a quella esterna.
Il differenziale è un rotismo interposto tra gli assi motori di un veicolo allo scopo di attribuire, a ciascuno di essi, la velocità che gli compete in funzione della propria traiettoria.

## Differenziali centrali
Nelle auto a trazione integrale permanente viene impiegato un differenziale centrale per distribuire la coppia tra le ruote anteriori e quelle posteriori. Generalmente non è presente nelle auto dove la trazione integrale è inseribile.

## Differenziali bloccabili o a slittamento limitato e Differenziale autobloccante
In caso di mancanza di aderenza, a veicolo fermo, utilizzando un normale differenziale, la ruota priva di aderenza slitterebbe sottraendo coppia alla ruota in presa, che così rimarrebbe ferma.
Per questo, in veicoli ad uso fuoristradistico, vengono utilizzati differenziali bloccabili, che permettono di escludere l'azione del differenziale stesso distribuendo uniformemente la coppia sui due semialberi, o a slittamento limitato.
Nelle auto da competizione o comunque in veicoli particolarmente prestanti, vengono invece utilizzati dei differenziali autobloccanti (torsen, lamelle, giunto viscoso Ferguson), per evitare lo slittamento delle ruote su fondi scivolosi.
Per ottenere questi effetti, oltre ai differenziali bloccabili o a slittamento limitato si può adottare un differenziale a controllo elettronico, che permetta di frenare (tramite l'impianto frenante) la ruota che slitta e ottenere un comportamento paragonabile a quello dei differenziali a slittamento limitato.
Altre soluzioni sono quelle di adoperare un freno lamellare a controllo elettronico e disposto dentro al differenziale, che permette di regolare lo slittamento del differenziale in modo molto elastico, ampio e versatile.

## Storia
- II secolo a.C. - La Macchina di Anticitera usava un sistema di ingranaggi per calcolare la differenza tra due rotazioni in ingresso, una relativa alla posizione del Sole e l'altra alla posizione della Luna nello zodiaco, fornendo in uscita indicazioni sulle fasi lunari.
- 1478 - Leonardo da Vinci - Carro semovente, progetto di un complesso automa meccanico che viene considerato l'antenato dell'automobile moderna. Analizzando gli schizzi possiamo osservare come Leonardo avesse dotato il carro di un rudimentale differenziale permettendo così di impostare l'angolo di svolta dell'automa.
- 1810 - Rudolph Ackermann inventore di un sistema a quattro ruote sterzanti, fu erroneamente citato come inventore del differenziale.
- 1827 - Il differenziale moderno viene brevettato dall'orologiaio francese Onésiphore Pecqueur (1792-1852) per l'uso in un veicolo a vapore.
- 1832 - L'inglese Richard Roberts brevetta l'ingranaggio di compensazione, un sistema differenziale per locomotive stradali.
- 1876 - James Starley inventò un differenziale basato su catene da usarsi su biciclette, impiegato più tardi da Karl Benz sulle sue automobili.
- 1897 - Primo uso del differenziale su un veicolo a vapore australiano da parte di David Shearer.